# Том Јуркович
Томас Мајкл Јуркович (енгл. Thomas Michael Yurkovich; Евелет Минесота, 29. септембар 1935 — Глоуб, Аризона, 9. април 2023) био је амерички аматерски хокејаш на леду. Играо је на позицији голмана.
Током играчке каријере која је трајала од 1954. до 1969. наступао је за амерички хокејашки тим Рочестер мустанга који се такмичио у Америчкој хокејашкој лиги, а играчку каријеру је започео као голман Универзитета Северна Дакота. Био је члан репрезентације Сједињених Држава на Зимским олимпијским играма 1964. у аустријском Инзбруку.